# Шалвірій-Ной
Шалвірій-Ной (рум. Șalvirii Noi) — село у Дрокійському районі Молдови. Входить до складу комуни, адміністративним центром якої є село Паланка.

## Населення
За даними перепису населення 2004 року у селі проживали 397 осіб.
Національний склад населення села:
| Національність | Кількість осіб | Відсоток |
| -------------- | -------------- | -------- |
| молдавани      | 362            | 91,2%    |
| українці       | 35             | 8,8%     |
| Всього         | 397            | 100%     |